# Strymon tanakai
Strymon tanakai är en fjärilsart som beskrevs av Shirôzu 1948. Strymon tanakai ingår i släktet Strymon och familjen juvelvingar. Inga underarter finns listade i Catalogue of Life.